# 塔武什州
塔武什州（發音：[tɑˈvuʃ] ⓘ），是亞美尼亞東北部的一个州，與格加爾庫尼克州、科泰克州、洛里州等州份及、亞塞拜然相鄰。州府为伊杰万。全州面积为2,704平方公里，2019年人口数量约为122,200人。
2020年7月，塔武什成为与阿塞拜疆武装冲突的主要地点。

## 传媒
塔武什州有3个地方电视台：
- "Ijevan TV"：总部设在伊杰万
- "Kamut TV"：总部设在Noyemberyan (始自 1994)
- "Tavush TV"：总部设在Noyemberyan (始自 2010)

## 教育
塔武什州是亚美尼亚共和国重要的教育中心。

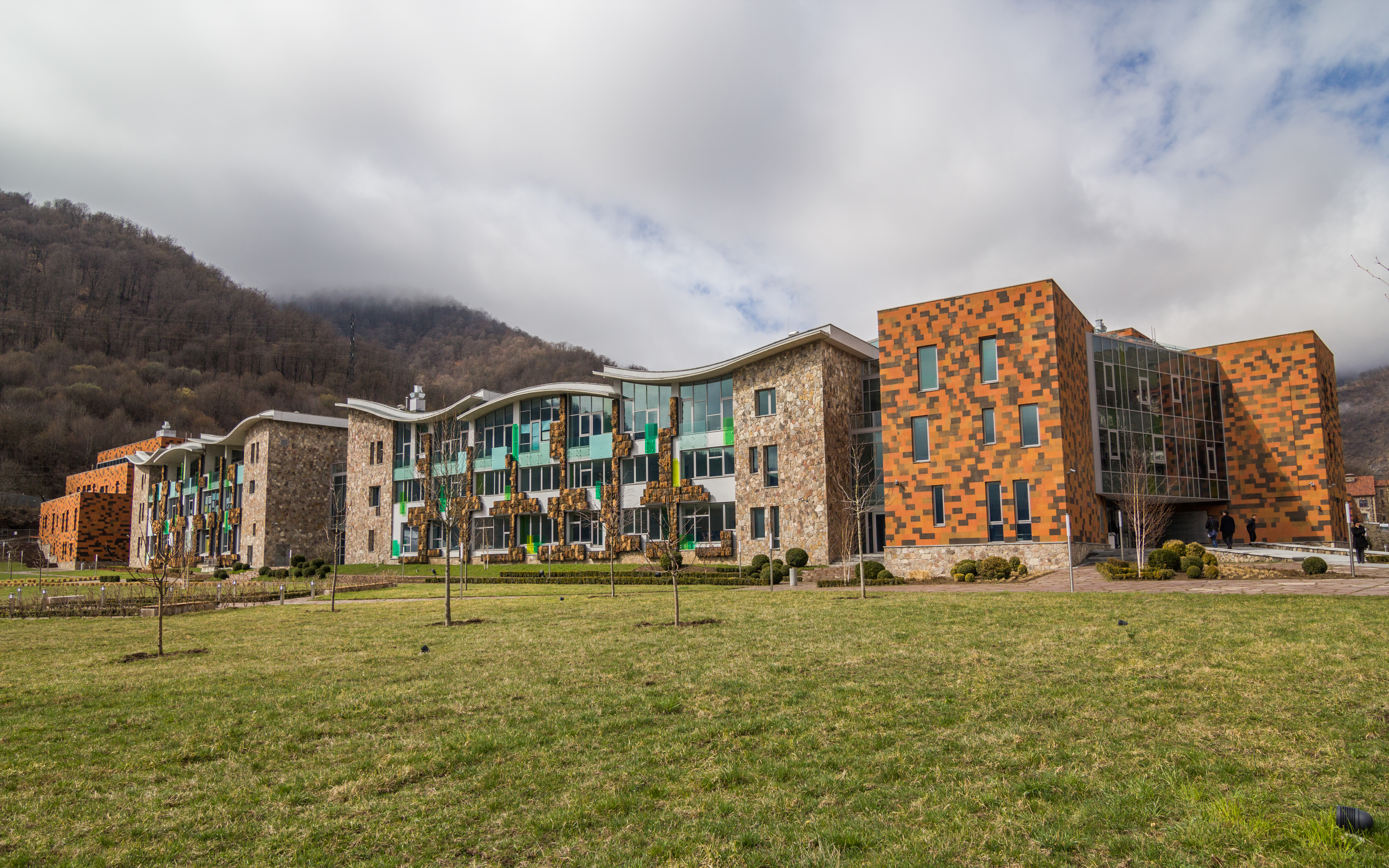
United World College Dilijan

自1994年以来，埃里温州立大学的分支机构开始在伊杰万开展工作。
截至2015-16学年，塔武什共有81所学校。
联合国开发计划署在亚美尼亚和其他地区的多个发展项目中提供支持，包括教育、职业培训和技能发展。

## 旅游
塔夫什的旅游和相关服务仍在发展。该地区的文化遗产和自然遗迹吸引了大批游客。
帝力镇是本地人和外国人的主要旅游目的地。此外，该州的许多森林被列入了亚美尼亚的保护区，戈斯湖、帕尔茨湖等地都是生态旅游爱好者的主要目的地。

## 体育
足球在这里很受欢迎。Impulse FC of Dilijan、FC Bentonit Ijevan参加过亚美尼亚超级联赛。但由于经济困难它们都已被迫解散。
迪利扬市体育场和阿纳尔体育场是全州最大的体育场馆。阿纳尔球场在2008年主办了亚美尼亚独立杯决赛，亚历山大·埃里温赢得了冠军。

## 图片

Tavush
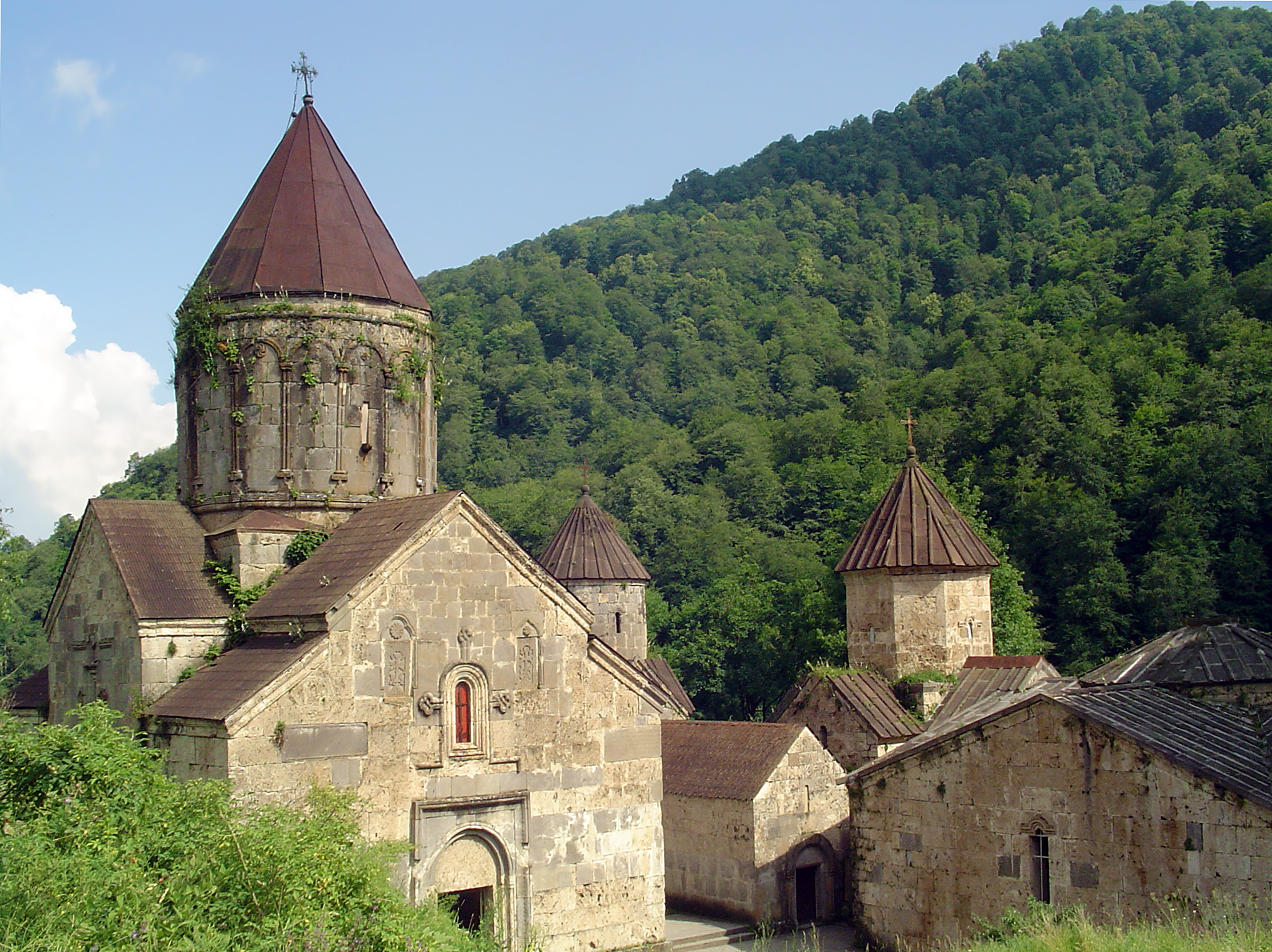
Haghartsin Monastery（英语：Haghartsin Monastery）
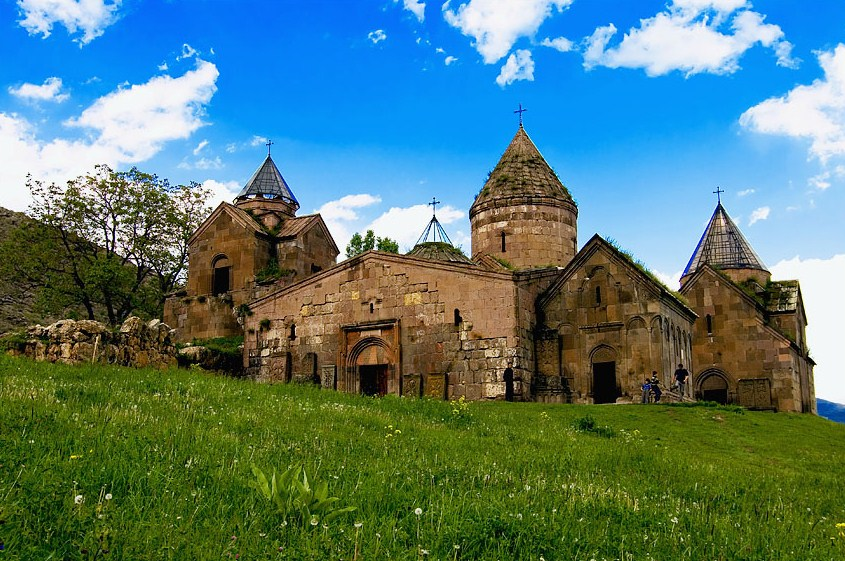
Goshavank（英语：Goshavank）修道院
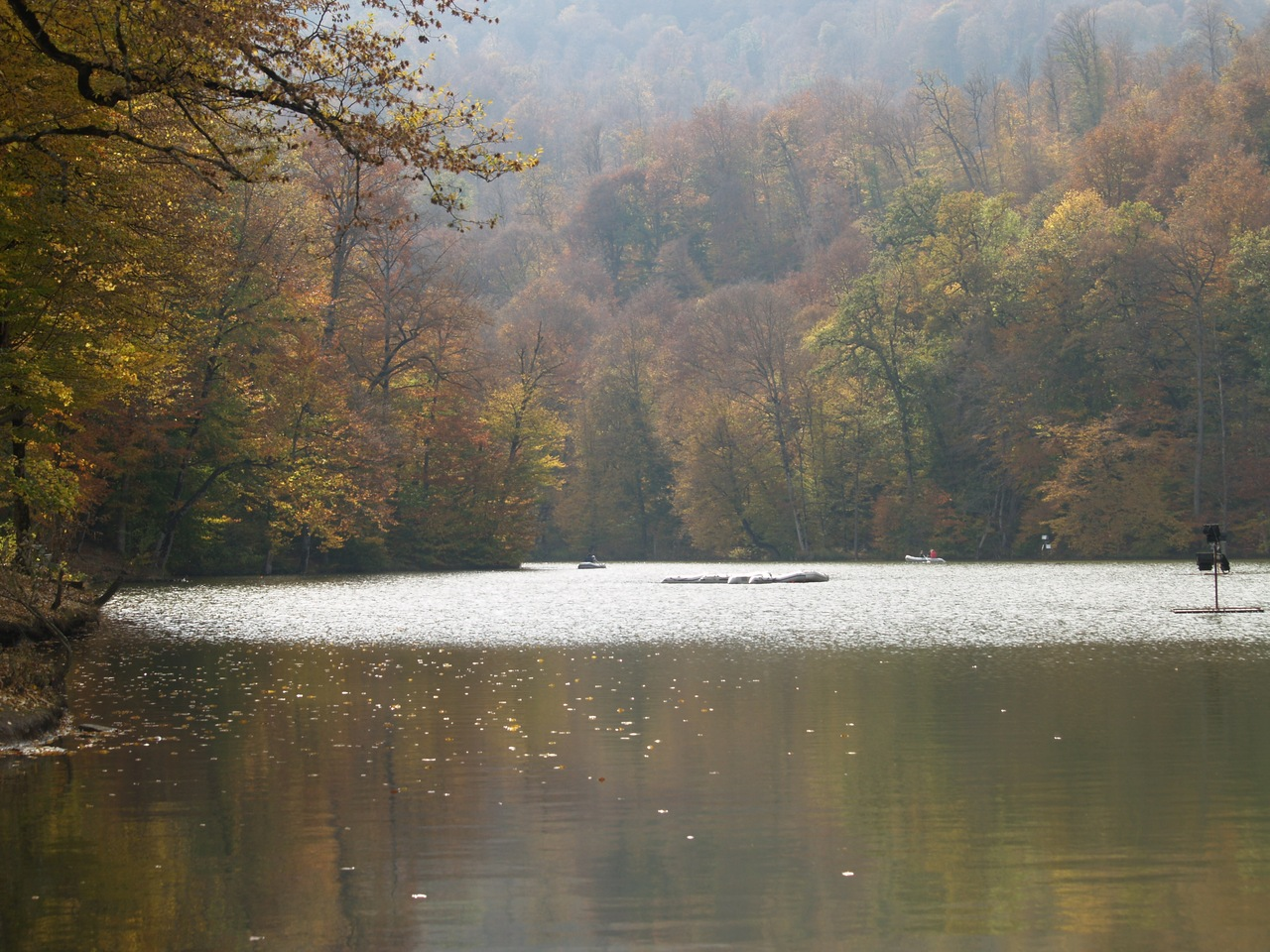
帕爾茲湖
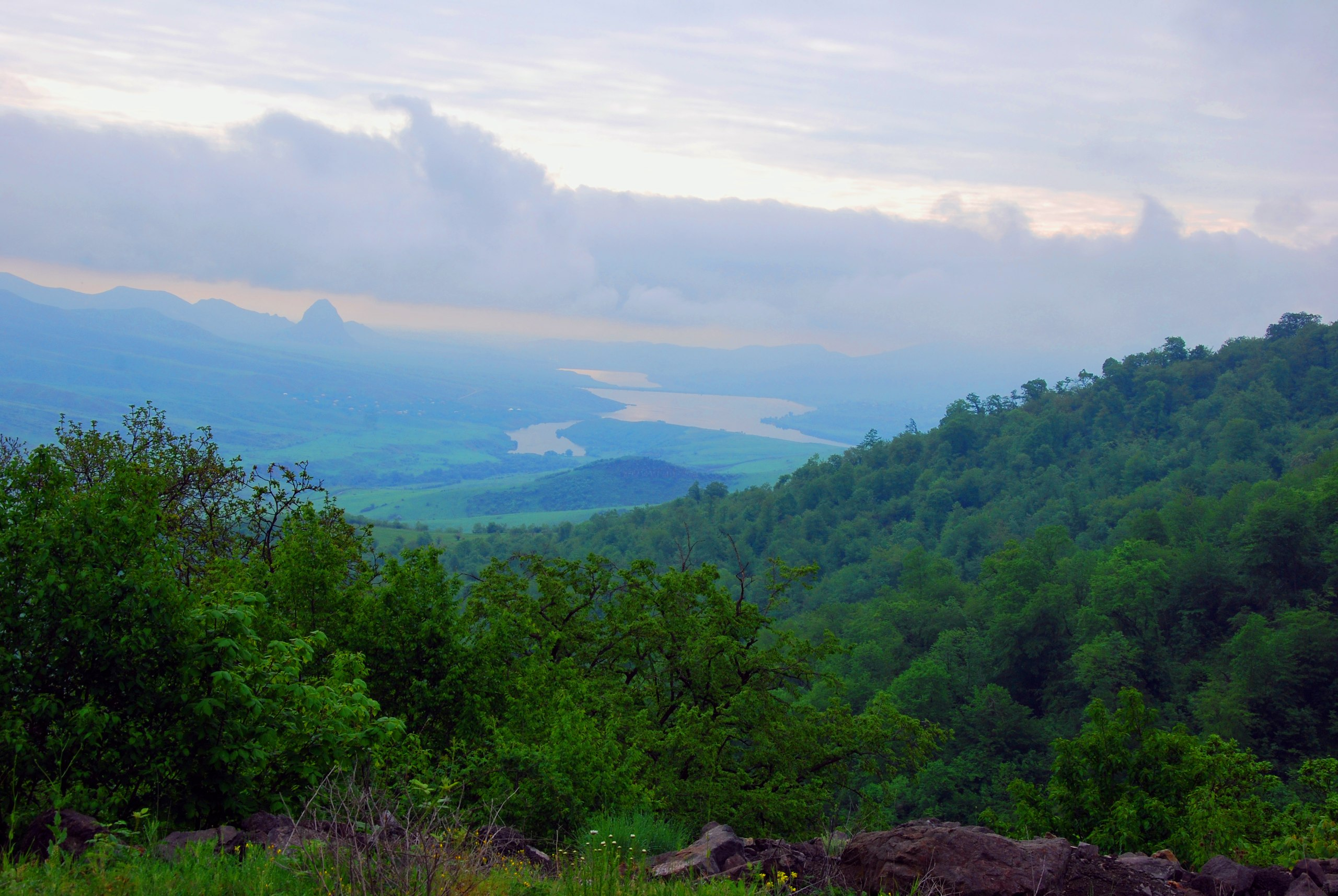
Noyemberyan乡村景色
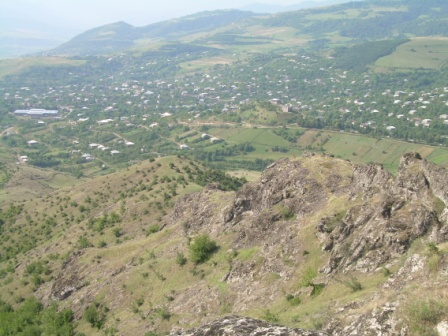
Sevkar（英语：Sevkar）村